# Nessuno è scomparso
Nessuno è scomparso è un album di Luca Bonaffini pubblicato nel 2007 dall'etichetta dsicografica Teorema.

## Descrizione
Il disco contiene diciassette tracce, di cui otto sono commenti musicali per pianoforte solo e nove canzoni, arrangiate e suonate da una formazione composta da Emiliano Paterlini (qui anche in veste di autore dei commenti musicali tra un brano e l'altro), Giancarlo Campilli e Massimo Tuzza. Mentre Bonaffini ricopre il solo ruolo di cantante. La copertina è illustrata da Vittorio Bustaffa.
L'album è stato pubblicato in due versioni: la prima è uscita nel maggio 2007, con note di copertina del filosofo Luca Cremonesi, e la seconda, pubblicata grazie al supporto dell'IMAIE il 21 novembre dello stesso anno, con note di Sergio Secondiano Sacchi, scrittore e operatore del Club Tenco.
Nessuno è scomparso è anche un progetto intermediale comprendente un romanzo, uno spettacolo teatrale e una mostra d'arte figurativa. La giornalista musicale Tiziana Pavone ha scritto infatti un romanzo noir con il medesimo titolo pubblicato da Ennepi Libri nel 2008. L'illustratore Vittorio Bustaffa ha inoltre realizzato 57 tavole dedicate all'album, disegnandone i personaggi. 11 tavole sono state riprodotte sulla copertina e all'interno del CD, mentre le altre fanno parte una mostra itinerante intitolata Nessuno è scomparso. Nel 2008 il progetto è stato candidato tra i primi tre vincitori del Premio IMAIE. Nel 2010 La Compagnia del Teatro delle Arti ha messo in scena la versione teatrale dell'album con la regia dello stesso Bonaffini, interpretata da Simone Visentini.

## Tracce
1. Il taglio – 3:50
2. Il collezionista – 3:26
3. L'architango – 4:03
4. L'acchiappamosche – 4:02
5. Il biografo – 2:40
6. Il pentito – 4:03
7. Il conte – 4:02
8. Lo strizzacervelli – 2:40
9. La lettera – 3:02

## Musicisti
- Luca Bonaffini - voce
- Emiliano Paterlini - pianoforte
- Giancarlo Campilli - basso
- Massimo Tuzza - batteria